# Euryodia
Pour les articles homonymes, voir Euryodia (homonymie).
Dans la mythologie grecque, Euryodia ou Euryodeia (en grec ancien Εὐρυόδεια / Euruódeia) est la mère du roi Arcésios d'Ithaque avec Zeus.

## Étymologie
Le nom Εὐρυόδεια / Euruódeia est composé de εὐρύς / eurús (« large ») et de ὁδός / hodós (« voie », « route »), et signifierait « aux larges routes ». Ce n'est habituellement pas un nom, mais une épiclèse de la Terre chez Homère (« χθονὸς εὐρυοδείης / khtonòs euruodeíēs ») ou de Déméter dans l'Etymologicum magnum.

## Mythe
Euryodia n'apparait pas dans les textes homériques, mais dans des scholies et des commentaires bien plus tardifs, comme celui d'Eustathe de Thessalonique (XIIe siècle apr. J.-C.),.
Elle s'unit à Zeus pour donner naissance à Arcésios,. Ce dernier est depuis l'Odyssée connu comme le père de Laërte et le grand-père d'Ulysse ; cependant, son ascendance n'est connue que de sources postérieures. À la version où Arcésios est le fils d'Euryodia s'ajoute celle où il pourrait être issu de Céphale.

### Sources antiques
- Eustathe de Thessalonique, Commentaire à l'Odyssée, 1796, 34.
- Scholie à l'Odyssée d'Homère, XVI, 118.

### Bibliograpie
- (en) Robert E. Bell, Women of Classical Mythology: A Biographical Dictionary, Santa Barbara, ABC-Clio, 1991, 462 p. (ISBN 9781280713897, lire en ligne), « Euryodia », p. 203.
- (de) Ulrich Hoefer, « Euryodeia 2 », dans Realencyclopädie der classischen Altertumswissenschaft, vol. VI-1, Stuttgart, Metzler, 1907 (lire sur Wikisource), col. 1341.
- (it) Ezio Pellizer et al., Dizionario Etimologico della Mitologia Greca, 2013, 367 p. (lire en ligne), « Euriodeia », p. 154-155.
- (de) Friedrich Adolf Voigt, « Euryodeia », dans Wilhelm Heinrich Roscher, Ausführliches Lexikon der griechischen und römischen Mythologie, vol. I-1, Leipzig, Teubner-Verlag, 1886 (lire sur Wikisource), col. 1427.